# بنه كريم (الريف الغربي)
بنه كريم (بالفارسية: بنه کریم) هي منطقة سكنية تقع في إيران في قسم الريف الغربي الريفي. يقدر عدد سكانها بـ 500 نسمة بحسب إحصاء 2016.